# Glass Garden
Glass Garden (Originaltitel: Yuri-jeongwon (유리정원)) ist ein Film der südkoreanischen Regisseurin Shin Su-won aus dem Jahr 2017. Die Hauptrollen spielten Moon Geun-young und Kim Tae-hoon. Der Film feierte seine Premiere am 12. Oktober 2017 als Eröffnungsfilm der 22. Internationalen Filmfestspiele von Busan.

## Handlung
Jae-yeon ist eine Wissenschaftlerin mit einem kranken Bein, weshalb sie stets humpelt. Ihr Vater war damals der Überzeugung, ein Baum im Wald hätte sie verwunschen, so dass ihr Bein aufhörte zu wachsen. Dennoch geht sie ihrem Leben als Wissenschaftlerin nach und verliebt sich in ihren Vorgesetzten, Professor Jeong. Auf der anderen Seite ist der erfolglose Autor Ji-hoon, dem originelle Ideen fehlen und nach einem Streit mit einem erfolgreichen Autor die Unterstützung seines Verlegers verliert.
Jaeyeon arbeitet an grünen Blutzellen, die den Menschen die Photosynthese ermöglichen sollen, wodurch die Menschheit nicht mehr auf externen Sauerstoff angewiesen wäre. Jaeyeon ist der Auffassung, die Forschung daran könne bis zu 100 Jahre dauern, sei es aber Wert. Das Labor steht jedoch unter finanziellen Druck. Ihre Kollegin, Soo-hee, greift auf Jae-yeons Forschung zurück und entwickelt dabei Kosmetik, um die Haut jung zu halten. Diese Idee erhält die Unterstützung des Labors und des Vorgesetzten. Schließlich bemerkt Jae-yeon, dass ihr Vorgesetzter sie mit So-hee betrogen hat und zieht sich in ein Glashaus in dem Wald ihrer Jugend zurück.
Ji-hun, der in Jae-yeons Nachbarschaft lebt und nach ihrem Auszug in ihre Wohnung zieht, entdeckt an der Wand eine interessante Geschichte. Er versucht Jae-yeon zu finden, als Inspiration für ein neues Buch. Derweil versuchte auch Jae-yeons Vorgesetzter sie davon zu überzeugen, zurückzukehren. Dies gelingt ihm nicht. Außerdem fällt er aufgrund des Windes auf seinem Rückweg in einen kleinen Fluss und ertrinkt.
Jae-yeon glaubt, sie könne ihn retten mit ihren grünen Blutzellen und kümmert sich um ihn. Ji-hun findet Jae-yeon und schreibt ihre Geschichte in seinem Blog nieder, der zu einem großen Erfolg wird. Doch eines Tages stellt er fest, dass die Person im Rollstuhl, die Jae-yeon herumfährt, tot ist. Jae-yeon meinte, er würde sich verwandeln, doch Ji-hun hält sie für verrückt und für eine Mörderin. Nachdem er das Ereignis in sein neues Buch schreibt, dass der Verleger mit den Worten „basierend auf einer wahren Geschichte“ veröffentlicht, wird die Polizei aufmerksam.
Jae-yeon kann flüchten, stellt jedoch fest, dass sie wirklich nicht erfolgreich war. Ji-hun tut all dies sehr leid, er bereut es, die Geschichte auf diese Weise veröffentlicht zu haben. Jae-yeon akzeptiert es jedoch, gibt ihre Forschung nicht auf und hat fortan an das Ziel, zu einem Baum zu werden, was ihr zuletzt auch gelingt.

## Rezeption
Elizabeth Kerr vom Hollywood Reporter bezeichnete Glass Garden als Shin Su-wons empathischstes Werk. Weiterhin lobte sie Moons Leistung, die Jae-yeon auf richtige Weise verwundbar, passiv und verletzt spielt. Zudem sei die transparente Kameraführung von Yun Ji-woon ein Highlight. Nach Guy Lodge von der Variety bekommen die Bäume im Film die besten Einstellungen. Der Film sei eine schwer nachzuvollziehende Umweltfabel.